# Trypethelium papulosum
Trypethelium papulosum är en lavart som först beskrevs av William Nylander, och fick sitt nu gällande namn av U. Makhija & Patw. Trypethelium papulosum ingår i släktet Trypethelium och familjen Trypetheliaceae.   Inga underarter finns listade i Catalogue of Life.